# Desa Karangmulya (administrativ by i Indonesien, Jawa Barat, lat -6,46, long 107,18)
Desa Karangmulya är en administrativ by i Indonesien.   Den ligger i provinsen Jawa Barat, i den västra delen av landet, 50 km sydost om huvudstaden Jakarta.